# Cho Oyu
Cho Oyu  (ili Qowowuyag; u Nepalu चोयु, Tibetanski na Wylie transliteraciji: jo bo dbu yag; Kineski: 卓奧有山, Pinyin: Zhuó'àoyǒu Shān) je planina na granici Nepala i Kine. Jedna od ukupno četrnaest planina viših od 8000 metara, i s 8201 metara nadmorske visine, šesta najviša planina na svijetu.

## Opis
Ime planine Cho Oyu, locirane oko 20 km zapadno od Mount Everesta, s tibetanskog se prevodi kao "Tirkizna boginja". Nekoliko kilometara zapadno od same planine, nalazi se Nangpa La (5716 m), zaleđeni planinski prelaz koji se koristi kao glavni trgovački put između Tibetanaca i Šerpa iz Khumbua. Radi svoje blizine prelazu i generalno blagih obronaka na standardnom putu sjeverozapadnog hrbata, smatra se najlakšom planinom za alpinističke uspone među planinama iznad 8000 metara visine, te je popularna destinacija za profesionalno vođene grupe.

## Usponi
Prvi pokušaj osvajanja zbio se 1952. kao priprema britanske ekspedicije financirane od "Udruženog himalajskog odbora" (Joint Himalayan Committee) za uspon na Mount Everest iduće godine. Ekspediciju koju je predvodio Eric Shipton tada su zaustavile tehničke teškoće i ledeni klif na 6650 m. Prvi uspješan uspon 19. listopada 1954. postigli su na sjeverozapadnom hrbatu Austrijanci Herbert Tichy i Joseph Jöchler, zajedno s Sherpom Pasang Dawa Lamom. Cho Oyu bio je peti osvojeni vrhunac među planinama iznad 8000 metara, nakon Annapurne lipnja 1950., Everesta svibnja 1953., Nanga Parbata lipnja 1953., i K2 lipnja 1954. Drugi uspješan uspon obavljen je 1958., kada je kao član indijske ekspedicije Pasang Dava Lama drugi put osvojio vrh. 1978., Austrijanci Edi Koblmüller i Alois Furtner uspinju se na vrh preko izuzetno zahtjevne jugoistočne strane. 1983., u svom četvrtom pokušaju, zajedno s Hansom Kammerlanderom i Michaelom Dacherom, Cho Oyu osvaja čuveni Reinhold Messner, dok se iduće godine kao prve žene na tu planinu uspinju Dina Štěrbová i Věra Komárková. 12. veljače 1985., Maciej Berbeka i Maciej Pawlikowski postižu prvi uspon po zimi, dok je prvi samostalni uspon 1994. ostvario Japanac Yasushi Yamanoi.

## Galerija
- Kamp I
- Cho Oyu 2007.
- Cho Oyu 2007.
- Cho Oyu

## Vanjske poveznice
- (engl.) Fotografije prvog uspona
- (engl.) Cho Oyu - peakware.com   Arhivirana inačica izvorne stranice od 17. ožujka 2006. (Wayback Machine)
- (engl.) Cho Oyu - 8000ers.com